# 一白水星
| 四 | 九 | 二 |
| 三 | 五 | 七 |
| 八 | 一 | 六 |

| 九 | 五 | 七 |
| 八 | 一 | 三 |
| 四 | 六 | 二 |

一白水星（いっぱくすいせい）とは、暦、占いに用いられる九星の一つ。後天定位盤において北に位置する。
九星で、五行の水に属する唯一の星である。
日の九星においては、原則として冬至に最も近い甲子の日を一白として陰遁から陽遁に切り替わる。その際前の陰遁最終日と合わせて一白が2日続く。

## 属性
- 五行 - 水
- 八卦 - 坎
- 十干 - 壬、癸
- 十二支 - 子
- 季節 - 冬
- 方位 - 北
- 月 - 12月
- 時間 - 23時～1時
- 数 - 一、六
- 色 - 黒色
- 味 - 塩辛味

## 象意
- 始め、交わり、困難、悲しみ
- 穴、裏、中年男、水、流動性、忍耐、思考、秘密、搾取、健康運、部下運

病気
腎臓、糖尿病、鼻腔、耳病、水腫、吹き出物、婦人病、尿道、性器、痔、肛門など

## 他の星との関係（相性）
- 相生 - 三碧木星（水生木）、四緑木星（水生木）、六白金星（金生水）、七赤金星（金生水）
- 相克 - 二黒土星（土剋水）、五黄土星（土剋水）、八白土星（土剋水）、九紫火星（水剋火）
- 比和 - 一白水星

## 一白水星の（中宮になる）年
西暦年を9で割って1余る年が一白水星の年となる。
‥‥- 1945年 - 1954年 - 1963年 - 1972年 - 1981年 - 1990年 - 1999年 - 2008年 - 2017年 - 2026年 - 2035年 - 2044年 - 2053年 - 2062年 - 2071年 -‥‥